# Olav Øygard

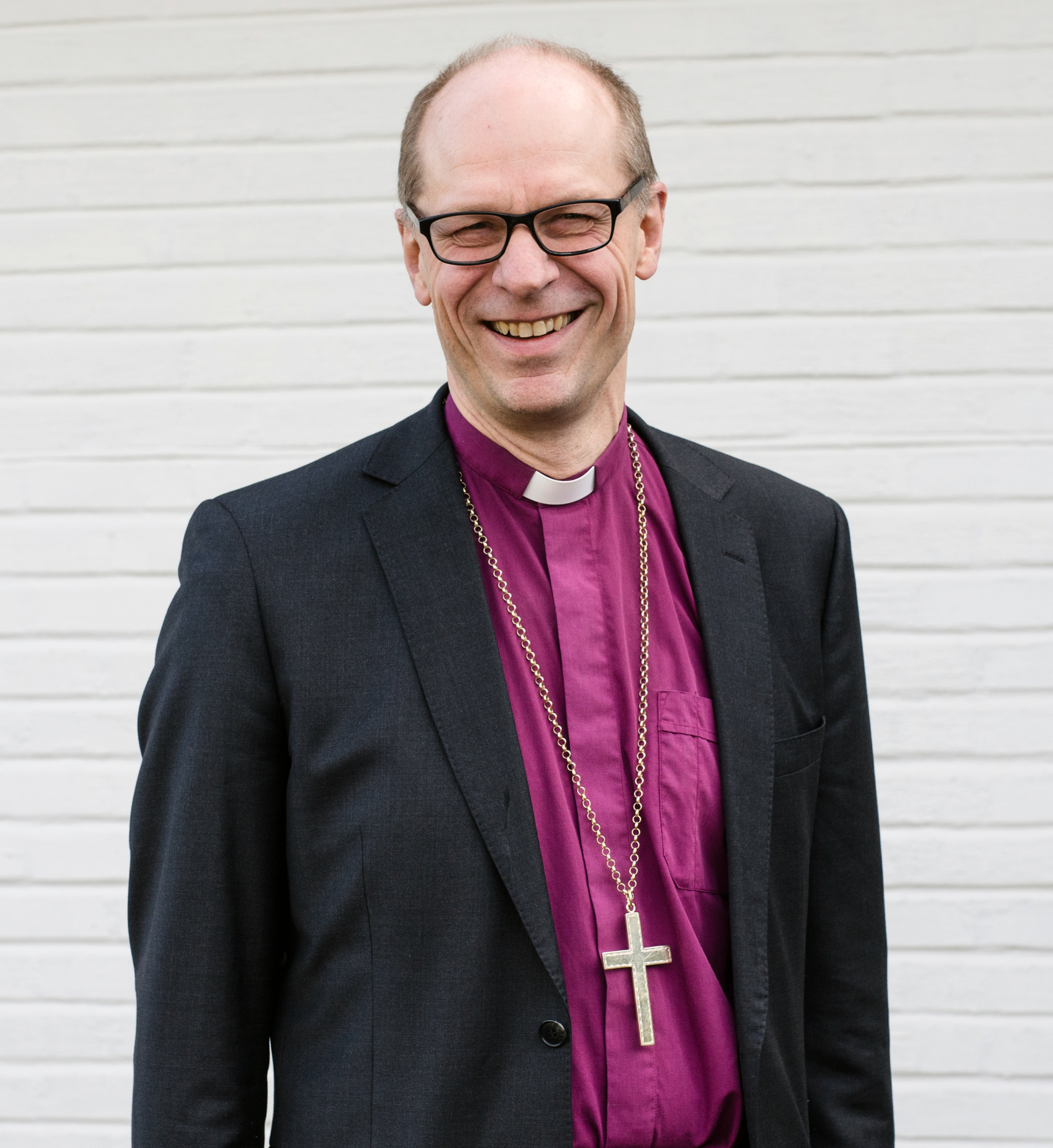
Olav Øygard, 2016

Olav Øygard (* 29. Juli 1956 in Sola (Norwegen)) ist ein norwegischer lutherischer Geistlicher und Theologe. Seit 2014 ist er Bischof im Bistum Nord-Hålogaland, dem nördlichsten Bistum der Norwegischen Kirche.
Øygard studierte Evangelische Theologie an der Menighetsfakultet (Gemeindefakultät) in Oslo und legte 1980 das theologische Kandidatenexamen ab. Ab 1981 arbeitete er in der Finnmark, zuerst bis 1985 als Schul- und Jugendpfarrer, bis 1991 als Gemeindepfarrer in Sør-Varanger und anschließend in Alta, wo er von 2011 bis 2014 auch als Propst amtierte. Am 25. September 2014 wurde er zum Bischof ernannt, nachdem er sich in der abschließenden Abstimmung knapp gegen die damalige Tromsøer Dompröpstin Herborg Finnset durchgesetzt hatte, und am 9. November im Dom zu Tromsø in sein Amt eingeführt.